# Hydnum repandum
Јежевица или жута јежевица (лат. Hydnum repandum) представља честу врсту у нашим шумама. Јавља се током лета и јесени. Микоризна је врста. Расте и појединачно и у мањим групама или ретко у кругу (вилино коло). Среће се у свим типовима шума. Забележена је у северној Америци, Европи, на северу Азији и мањем делу Аустралије.

## Опис плодног тела
Плодно тело је у облику шешира пречника до 15 цм углавном раван ређе испупчен. Клобук је меснат и прилично неправилан. Ивица дуго остаје подвијена, површина је мат до лагано сомотаста и сува, у нијансама крем, жуте или наранџасте боје. Хименијум се састоји од крхких, беличастих бодљи дужине 0,4 цм које сазревањем плодног тела постају тамније. Дршка је дужине до 8 цм и нешто је блеђе боје од шешир. Беличасте је до крем боје јака и пуна. На месту додира тамни и мења боју у наранџасту смеђу. Месо је беличасто и крхко, љуткастог укуса са благом нотом горчине кад је гљива нешто старија.

## Микроскопија
Споре су огругласте, глатке, хијалине величине 6,5-9x5,5-7,5 µm. Базидијуми су најчешће са три или четири споре.

## Отисак спора
Отисак спора код јежевице је светле крем боје.

## Јестивост
Јестива печурка доброг квалитета. Крцкаве је структуре и помало слаткаста.Пре употребе пожељно је одстранити бодље. Приликом припремања ова гљива се најчешће кува.

## Галерија
- Hydnum repandum
- Hydnum repandum
- Hydnum repandum